# MCW Southern Tag Team Championship
L'MCW Southern Tag Team Championship è stato un titolo riservato alla divisione tag team di wrestling professionistico e faceva parte della federazione Memphis Championship Wrestling. È stato attivo dal 2000 al 2002.

## Albo d'oro
| Wrestlers:                                                   | Volte: | Data:            | Luogo:              | Note: |
| ------------------------------------------------------------ | ------ | ---------------- | ------------------- | --- |
| The New Foundation (The Blue Meanie & Jim Neidhart)          | 1      | 26 febbraio 2000 | Memphis             | Meanie e Neidhart erano gli unici rimasti di una battle royal nella quale i due membri rimanenti da ultimo, sarebbero stati dichiarati i primi campioni. |
| Todd Morton & Bull Pain                                      | 1      | 12 aprile 2000   | Robinsonville       | |
| The Mean Street Posse (Joey Abs & Rodney)                    | 1      | 24 maggio 2000   | Tunica              | |
| The Kingpins                                                 | 1      | 26 luglio 2000   | Memphis             | |
| The Mean Street Posse                                        | 2      | 12 agosto 2000   | Jackson             | |
| The Dupps (Bo & Jack Dupp)                                   | 1      | 28 ottobre 2000  | Jonesboro           | |
| The Triad (Seven & Thrash)                                   | 1      | 18 novembre 2000 | Newbern (Tennessee) | Sconfiggendo Jack Dupp e Joey Abs, sostituto dell'infortunato Bo Dupp.                                                                                   |
| American Dragon & Brian Kendrick                             | 1      | 1º dicembre 2000 | Manila              | |
| The Dupps                                                    | 2      | 13 gennaio 2000  | Corinth             | Sconfiggendo Spanky e Shooter Schultz, sostituto di American Dragon.                                                                                     |
| The Haas Brothers (Charlie & Russ Haas)                      | 1      | 21 febbraio 2001 | Jonesboro           | |
| The Island Boys (Ekmo & Kimo)                                | 1      | 25 maggio 2001   | Marmaduke           | |
| The Haas Brothers                                            | 2      | 25 maggio 2001   | Marmaduke           | Charlie & Russ Haas riconquistarono subito i titoli sconfiggendo The Island Boyz e Joey Matthews & Christian York in un triple treath tag team match.    |
| The Island Boyz                                              | 2      | 1º giugno 2001   | Marmaduke           | |
| The Haas Brothers                                            | 3      | 1º giugno 2001   | Marmaduke           | Sconfiggendo The Island Boyz e Joey Matthews & Christian York in un triple treath tag team match.                                                        |
| A.P.A. (John Layfield & Faarooq)                             | 1      | 13 giugno 2001   | Poplar Bluff        | |
| The Island Boyz                                              | 3      | 14 giugno 2001   | Jonesboro           | |
| Titolo abbandonato quando la MCW chiuse i battenti nel 2002. |        |                  |                     | |